# 重阳水库
重阳水库是中国河南省南阳市西峡县重阳镇境内的一座水库，位于奎岭河上，建于1980年。水库正常库容为1980万立方米，集雨面积为81平方千米，海拔为373.6米。